# 链反应
链反应（英語：Chain reaction）又稱连锁反应，是指反应的产物或副产物又可作为其他反应的原料，从而使反应反复发生。在化学中，链反应通常指光、热、辐射或引发剂作用下，反应中交替产生活性中间体（如自由原子或自由基），从而使得反应一直进行下去。它是由基元反应组合成的更加复杂的复合反应。
以{\displaystyle {\rm {H_{2}+Cl_{2}\rightarrow 2HCl}}} 这个反应为例，反应中产生的Cl·可以与H2反应生成H·，而H·又可与Cl2反应生成Cl·，如此往复进行，使反应一直延续下去。
{\displaystyle {\rm {Cl\cdot +H_{2}\rightarrow H-Cl+H\cdot }}}
{\displaystyle {\rm {H\cdot +Cl_{2}\rightarrow H-Cl+Cl\cdot }}}
产生活性中间体的过程称为「链引发」，活性中间体与反应物分子反复作用生成产物的过程称为「链增长」或「链传递」，活性中间体最后湮灭的过程称为「链终止」。一个活性中间体只能产生一个新的活性中间体的反应称为「直链反应」，可以产生两个或多个新的活性中间体的反应称为「支链反应」（需注意与有机化学中的定义区别）。单质化合生成氯化氢以及大多数的聚合反应都是直链反应。